# Gunung Mas (Marga Sekapung)
Gunung Mas is een bestuurslaag in het regentschap Lampung Timur van de provincie Lampung, Indonesië. Gunung Mas telt 2697 inwoners (volkstelling 2010).